# HMS Britomart (J22)
«Брітомарт» (англ. HMS Britomart (J22) — військовий корабель, тральщик типу «Гальсіон» Королівського військово-морського флоту Великої Британії часів Другої світової війни.
Тральщик брав участь у бойових діях на морі в Другій світовій війні, переважно бився у Північній Атлантиці, супроводжував арктичні конвої, підтримував висадку морського десанту в Нормандії. За проявлену мужність та стійкість у боях бойовий корабель заохочений двома бойовими відзнаками.

## Історія створення
Тральщик «Брітомарт» закладений 1 січня 1938 року на верфі HMNB Devonport у Девонпорті. 23 серпня 1938 року він був спущений на воду, а 24 серпня 1939 року увійшов до складу Королівських ВМС Великої Британії. 

## Бойовий шлях

### Початок війни
Ще до початку воєнних дій у Європі, «Брітомарт» разом з тральщиками «Брамбл», «Сігал», «Хазард», «Гебе», «Шарпшутер» і «Спіді» за наказом командування провели навчання з перевірки мінної безпеки в затоці Лайм. З початком війни переведений до Скапа-Флоу. 14 жовтня разом з іншими тральщиками прибув до Клайду, куди перейшов Домашній флот імперії після затоплення німецьким підводним човном U-47 капітан-лейтенанта Г. Пріна лінкора «Роял Оук», з метою прочісування навколишніх вод та виявлення німецьких мін і підводних човнів.

### 1942
У лютому 1942 року «Брітомарт» супроводжував невеликий конвой QP 7 з Ісландії до Росії, де разом з крейсером «Найджеріа», есмінцями «Фокнор» й «Інтрепід» та тральщиками «Хазард», «Спідвел» і «Шарпшутер» ескортували транспортні судна до Мурманська.
21 березня 1942 року тральщик включений до складу конвою QP 9, який повертався з Росії. Разом з есмінцями радянським «Гремящий» та британським «Оффа» і тральщиками «Госсамер», «Харрієр», «Гусар», «Найджер», «Спідвел» і «Шарпшутер» супроводжував 19 вантажних суден до Ісландії. Скористувавшись тим, що німці відволікли свою увагу на інший конвой — PQ 13, союзникам вдалось успішно виконати завдання та повернутись до портів приписки. Німецький підводний човен U-655 здійснив невдалу спробу атакувати транспорти, але був помічений та атакований тральщиком «Шарпшутер» і врешті-решт протаранений і потоплений.

### 1943
З 17 по 27 січня британський тральщик входив до складу сил ескорту конвою JW 52, який очолював лінкор «Енсон», з 15 транспортників, які йшли до Кольської затоки.
1 листопада 1943 року тральщик увійшов до складу сил ескорту, які супроводжували конвой RA 54A, що повертався з Радянського Союзу.

### 1944
На початку січня 1944 року «Брітомарт» разом з однотипними тральщиками «Харрієр», «Глінер», «Гальсіон», «Гусар», «Джейсон», «Саламандер», «Спідвел» і «Сігал» включений до 1-ї флотилії тральщиків.
У квітні 1944 року флотилія увійшла до З'єднання S, куди включили також три моторні катери типу Motor Launch і встановлювачі буїв типу «Айлс», на них покладалося завдання щодо розчищення районів зосередження сил вторгнення та підходів до плацдармів від мінних полів німців. 5 червня 1944 року кораблі розпочали виконання визначених завдань і до світанку Дня Д усі підходи були звільнені від загроз.
Потім «Брітомарт» продовжував виконувати завдання поблизу плацдармів. До серпня корабель діяв поблизу Арроманша з «Харрієр», «Глінер», «Гусар», «Джейсон» і «Саламандер». 22 серпня тральщики вийшли на забезпечення протимінної безпеки до району Гавра для бомбардування німецьких позицій лінкором «Ворспайт» і моніторами «Еребус» та «Робертс».

### Загибель
27 серпня 1944 року під час проведення тралення узбережжя флотилія піддалася ракетному удару британського винищувача-бомбардувальника «Тайфун». Трагічний інцидент стався внаслідок неузгодженості дії флоту та авіації, коли тральщики вийшли поза межі визначеного району. В результаті влучення ракет два тральщики «Брітомарт» та «Гусар» затонули, «Саламандер» зазнав важких пошкоджень, його ніс був відірваний, екіпаж «Джейсон» зазнав втрат в живій силі від вогню літака.
Наслідком «дружнього» вогню стала загибель 78 офіцерів та матросів, ще 149 дістали поранень різного ступеня.

## Цікаві факти
Серед членів екіпажу тральщика «Брітомарт» за часів війни був славетний американський актор Роберт Ньютон.